# Ялангтуш Бахадур
Ялангтуш Бахадур (يلنكتوش بهادر), узб. Yalangtoʻsh Bahodir / Nizomiddin Abdulkarim Yalangtoʻshbiy Bahodir Boyxoji oʻgʻli / Yalangtoʻshbiy otaliq; 15 сентября 1578, Бухара — 1656, Дахбед Самарканд) узбекский военачальник, политик, наместник Бухарских ханов в Самарканде. В некоторых источниках фигурирует его полное имя как Ялангтуш-бий Бахадур сын Бойходжи

## Правописание имени
Имя этого полководца в форме Ялангтуш-бий встречается в письменных источниках, написанных как в Бухарском ханстве, так и в Сефевидском государстве. Ялангтуш — يلنكتوش

(1) Он!
(2) По повелению его величества хана.
(3) Низамуддин Ялангтуш-бий-аталык, мое слово.
(4) Да будет ведомо правителям, арбабам и сборщикам податей области
Ура-Тюбе,
(5) что так как три с половиной [меры] милковой воды до сего в силу августейшего
(6) указа были утверждены [в виде] суюргала за сливками подтверждения, муллой Ходжа-арбабом,
(7) а теперь перешли к его сыну Ходжа Бабе и [последний] имеет на руках августейшую грамоту Абдулла-хана, — да озарится его могила— 

его высочеству, убежищу эмирского достоинства, орудию управления, постоянно доблестному, великому эмиру, обладающему правильным мнением и рассудительностью, (11) покровителю учёных и просвещённых наставнику добродетельных и праведных творящему богоугодные дела и милостыни, устроителю державы, султаната и могущества (12) высокодостойному Ялангтуш бию, благородному сыну высокопоставленного убежища эмирского достоинства, прощённого, потонувшего в морях милосердия аллаха, владыки-создателя (13) Бой ходжи бия— http://www.vostlit.info/Texts/Dokumenty/M.Asien/XVII/1600-1620/Dok_buchar_agrar_17_19/1-20/6.htm
Ялангтуш бахадур повелел написать на стенах медресе Шердор на площади Регистан в Самарканде его имя как инициатора строительства. Оригинальная надпись датируется 1619 годом. В частности, излагается, что «Когда архитектор изобразил свод его арки то небо от удивления прикусило новую луну, как палец, так как Ялангтуш Бахадур был основателем его, то год постройки его назван Ялангтуш Баходур».
Таким образом, по документам полное имя Ялангтуша звучит в двух вариантах: Низамуддин Ялангтуш-бий-аталык и Ялангтуш Баходур.
В российской дореволюционной историографии его называли только Ялангтуш-бием. В энциклопедическом словаре Брокгауза и Ефрона его тоже называют Ялангтуш Багадуром.
В мировой исторической литературе используется только имя Ялангтуш-бий.
Над надгробном камне, его имя высечено Ялангтуш-бий.
На плите, установленной у его могилы, его имя на современном узбекском языке высечено кириллицей как Ялангтуш Боходур.
В исторических письменных источниках его имя написано как Ялангтуш-бий.

## Происхождение
Согласно письменным источникам и юридическим документам, Ялангтуш бахадур происходил из узбекского рода алчин, а отца его звали Бойходжи
В воспоминаниях бабурида императора Джахангира (1605—1627) в частности рассказывается о полководце Аштарханидов Ялангтоше, который назван узбеком.
Узбекский род алчин упоминается в числе других узбекских племен на территории долины Зеравшана с XVI века. Старейшины алчинов располагались в XVI—XVII веках при бухарском дворе по левую сторону «от высочайшего престола».
Отец с сыном были учениками Ходжа Хошима Дагбеди — потомка знаменитого суфийского лидера направления накшбандия Махдуми Аъзама (1461—1542). Ялангтуш бахадур и его дочери (Иклима бону, Ойбиби) были похоронены на кладбище в Дагбеде у ног Ходжа Хошима Дагбеди. Согласно документу от 1643 года, у него был сын Байбек, который тоже был грамотным. Однако он умер раньше отца, в документе от 1650 года пишут, что он скончался.
Также российские авторы, как дореволюционные, так и советские, называют Ялангтуша бахадура узбекским полководцем. В частности, А. П. Хорошхин: «Тилла-кари и Ширдар построены более 200 лет тому назад правителем Самарканда Йаланг-бием или Йаланг Таш-бахадуром на деньги и сокровища, награбленныя им в г. Машад, въ Персии. Йаланг-Таш (гладкий камень) был родом узбек из колена Алчин».
Д. И. Эварницкий: «Мечеть Тилля-кари построена в 1618 году нашей эры Ялангтушем Багадуром из узбекского рода Алчина. Мечетъ Шир-дар построена в 1616 году, по уверению Абу-Тагир-ходжи, названным выше Ялангтушем Багадуром, из узбекского рода Алчина, и представляет собой самое великолепное здание из всех трех мечетей, стоящих на Регистане».
В. И. Масальский: «Мечеть и медресе Тилля-кари (то есть раззолоченная) построена в 1647 году эмиром Ялангтушем-бахадуром (полководцем Имамкулихана) из узбекского рода «алчин». Справа от Тилля-кари, под прямым к ней углом, расположена мечеть Шир-дор (то есть украшенная львами), основанная в 1618 г. тем же эмиром Ялангтушем»
По данным энциклопедии, изданной в Российской империи, эмир Ялангтуш-бахадур (полководец Имам-кулихана) был из узбекского рода „алчин».
Доктор исторических наук П. П. Иванов писал: «Упадок политического значения аштарханидов в Бухаре сопровождался ростом военно-политической мощи отдельных бухарских феодалов из числа узбекской знати, к которой принадлежал, например, известный сановник (аталык) хана Абдулазиза (1645—1680), бий Ялантуш, строитель знаменитых самаркандских медресе Шир-дар и Тилля-кари»
Историк-востоковед, академик АН Туркменской ССР Михаил Массон писал: "Ялангтуш-бий Бахадур сын Бойходжи из узбекского рода алчин был типичным представителем узбекской военно-феодальной аристократии".
Дискуссионным вопросом является имя отца Ялангтуш бахадура, так как по казахским устным преданиям имя его отца звучит как Сейиткул, а по письменным юридическим документам, его отца звали Байходжа.
На личной печати Ялангтуша была надпись: «Йалангтуш-бий, сьн Бойходжи» После смерти единственного сына Ялангтуш-бия аталыка — эмира Бойбека мужского потомства Ялангтуш-бия не осталось, и по данным М. Е. Массона, строительство медресе на Регистане продолжала одна из его дочерей.
Врач Х. Достмухамедов на основе генеалогии, записанной в 1920 году пришел к выводу, что Жалантус батыр был сыном Сеиткула и у него было три сына Сатыбалды, Ранбай и Наурыз. От Сатыбалды остались потомки.
Таким образом, речь идет о двух разных лицах. Жалантос батыр оставил многочисленное потомство, а Ялангтушбий имел всего лишь одного сына, который умер, не оставив мужского потомства. Мифологизация истории Ялангтуша произошла в 1920-х годах, когда военный, врач Х. Достмухамедов пытался объединить историю двух разных исторических личностей: Ялангтуша Бойхожи угли и Жалантоса Сейиткул улы и представить их как одного человека.

## Oбразование
Ялангтуш-бий получил образование в Бухаре в мактабе в период правления узбекского хана Абдулла-хана II. По письменным источникам карьера Ялангтуш-бия складывалась следующим образом: его отец Бойходжи был эмиром — одним из высших сановников шибанидских ханов в Бухаре, таким образом Ялангтуш-бий с детства воспитывался при дворе бухарских ханов из династии шибанидов. В школе Ялангтуш-бий изучил персидский язык. Все юридические документы, составленные от его имени, включая надпись на одном из медресе на площади Регистан, написаны на персидском языке.

## Ялангтушбий и орден Накшбандия
В отличие от многих представителей степных племен, которые следовали ордену Ясавия, Ялангтуш-бий был мюридом лидеров суфийского ордена Накшбандия. В дальнейшем при сильной поддержке накшбандийских ишанов из рода Махдуми Азама, Ялангтуш-бий управлял Самаркандской областью и был подчиненным бухарских ханов-Аштарханидов.

## Политическая деятельность
После смерти аштарханида Баки Мухаммадхана в 1605 году Ялангтуш вначале поддержал Вали Мухаммадхана, а затем, в 1611 году, выступил против него, поддержав другого представителя Аштарханидов Имам Кули хана В результате новый хан назначил Ялангтуша в 1612 году эмиром (наместником) Самарканда, а позже и аталыком. 

 со стороны средоточия счастья, средоточия храбрости, отпрыска (3) великих эмиров, его высокородия Бой бека, а он сын высокостепенного убежища эмирского достоинства, орудия правосудия, радости султанов, собеседника хаканов, покровителя несчастных и бедных похвального качества великих эмиров, кормильца (4) знатных и простых порядка мира и веры, отличённого милостью владыки-создателя, превосходительного Ялангтуша атолика — «да продлится господство его и увеличится [срок] жизни его!— http://www.vostlit.info/Texts/Dokumenty/M.Asien/XVII/1600-1620/Dok_buchar_agrar_17_19/1-20/8.htm
Ялангтуш бахадыр считался наместником джанидов-аштарханидов в Балхе, а затем в Самарканде, и он не имел юридического права на выпуск своих монет. В самаркандском монетном дворе все монеты выпускались от имени джанидских ханов: Баки Мухаммада, Имамкули-хана и т.д.
Ялангтуш бахадур был хакимом Самаркандской области два раза с перерывами. 
В первый раз с 1612 по 1632 годы, затем хакимом Самарканда был назначен дядя Имамкули-хана Надир диванбеги. 
Второй раз хакимом Самаркандской области Ялангтуш бахадур был назначен в 1633 году и оставался на этой должности до 1642 года, а третий раз был хакимом Самарканда с 1645 по 1656 годы.
Он владел большими землями в разных районах Средней Азии. Например, 30 апреля 1650 года была составлена купчая (васика) «Ялангтуш бая, сына Бой Ходжа бия, на приобретение у Ниёз бека и Ходжи бека, сыновей Ошура кушбеги 2/6 сада и 2/6 участка земли, составляющих обелённое имение в махалле Посарчак самаркандского тумона Шовдор, за 1000 танга».
Академик АН СССР, таджикский востоковед Б.Гафуров писал: «Особенно крупными земельными собственниками при Джанидах стали эмиры узбекских племен. Вот несколько примеров. Из юридических документов видно, какими огромными земельными массивами владел Ялангтуш-бий, особенно в Самаркандской области.

## Военные заслуги
Ялангтуш бахадур отличался военным талантом и способностью организатора, и за помощь Аштарханидам получил титул эмира. Первоначально он был назначен наместником аштарханидов в Балхе. А позже, по мнению видного  востоковеда Роберта Макчесни, удачные походы Ялангтуша бахадура против казахов усилили его авторитет и он был назначен наместником Имамкули-хана в Самарканде. Он упоминается в числе 38 видных узбекских эмиров бухарских ханов. Большая часть земель-икта, пожалованных ханом Ялангтушбию еще в XVI веке располагалась на территории современного Афганистана и лишь позже он начал скупать земли в долине Зеравшана. Ялангтуш бахадур носил также звания бия и аталыка..

## Заслуги Ялангтуша в борьбе Бухарского ханства с кочевниками
Ялангтуш-бий внес наибольший вклад в защиту Бухарского ханства от северных кочевников.
В 1609 году Ялангтуш бахадур отразил напавшего на Самаркандскую область казахского владетеля Абылай султана и гнал его войска до Сыгнака.
В 1612 году он во главе войск бухарского хана джанида Имамкули-хана овладел Ташкентом и Туркестаном. За победу над казахскими племенами он был удостоен чина амира провинции Балх.
В 1612 году Имамкули-хан отправил его во главе войск против Есим-хана.
В 1614 году Ялангтуш совершил поход на Хорасан, а в 1618 году на Герат. В 1620-х годах воевал на территории современного Афганистана, защищая южные границы государства Аштарханидов.
В 1621 году он был главнокомандующим аштарханидскими войсками в отражении нападения казахских войск Турсун-султана.
В 1628 году по приказу Имамкули-хана Ялангтуш разбил казахского Абылай-султана под Ташкентом и заставил его бежать в Кашгарию.
В 1636 году войска Имамкули-хана во главе с Ялангтуш-бием совершили поход на Сайрам, в окрестностях которого они атаковали казахские племена. Поход продолжался до степей Дешт-и Кипчака.

## Ялангтуш в борьбе Бухарского ханства с Сефевидским государством
К 1613 году, под руководством Ялангтуш-бия, узбекам удалось отбить от тюрок Сефевидов ключевые аванпосты и города Хорасана, в число которых входили: Мешхед, Нишапур, Герат и т.д.
В 1621—1622 годах  иранский правитель Шах Аббас решил свести счеты с Ялангтушем и направился в поход против Бухарского ханства. Он выделил 40 тысяч воинов во главе с  Халаф-беком для битвы с Ялангтуш-бахадуром. Но Ялангтуш, опасаясь такой большой армии, отступил в Кабул.  Спустя некоторое время Шах Аббас принял предложение о мире от Бухарского ханства.
В середине 1633 года Ялангтуш захватил в Хорасане город Серахс, где оставил тысячный гарнизон. Сефевидские войска в сентябре 1633 года штурмом взяли Серахс, захватив много пленных. Большая часть была казнена, за исключением племянника Ялангтуша, который был отослан бухарцам, в надежде на прекращение боевых действий.

## Ялангтуш и Надир Мухаммад-хан
В 1642-м году новый хан Бухарского ханства — Надир Мухаммад-хан отстранил Ялангтуш-бия от должности хокима и губернатором Самарканда был назначен наследник престола Абдулазиз-хан. Вероятно, Ялангтушбий остался приближенным Абдулазиза.

## Ялангтуш и Абдулазиз-хан
В 1645 году на престол в Бухаре взошел Абдулазиз-хан и, вероятно, Ялангтушбий вновь был назначен хокимом Самарканда.
В 1643 году Абдулазиз-хан пришел на помощь казахам в борьбе против джунгар в Орбулакской битве.

## Ялангтуш в борьбе за защиту южных границ Бухарского ханства
В 1645 году происходит конфликт между бухарским ханом Абдулазиз-ханом и Шах-Джаханом. На Балх претендовали как Бухарское ханство, так и правитель империи Великих Моголов Шах-Джахан. В результате разгорелась война. После двухлетней войны в 1647 году войскам под руководством Ялангтуш-бия удалось изгнать войска Аурангзеба из пределов Бухарского ханства.
Согласно сведениям из исторического источника «Тарихи Кыпчак-хани» Ходжамкули-бека Балхи, Абдулазиз-хан созвал всех узбекских военачальников и полководцев и устроил великий курултай. После совещания и гадания было решено, что без содействия казахских султанов эта напасть не будет отражена. Шейхи, учёные и нойоны вместе с ханом направились в Ташкент, где узбеки, казахи и каракалпаки устроили большое собрание. После совета триста тысяч человек с одним лаком конных казахов (один лак равен ста тысячам человек) повязали пояс для помощи. Ялангтуш находился во враждебных отношениях с Абдулазиз-ханом и не прекращал враждовать даже во время их совместного похода против Шах-Джахана. Затем был найден компромисс и при дальнейшем правлении Абдулазиз-хана Ялангтуш сохранил пост хокима-губернатора Самарканда. Ведя борьбу с шиитами Ялангтуш совершил много успешных походов в Хорасан, захватил и разграбил Мешхед, откуда вывез много пленных мастеров.

## Спонсор мусульманской архитектуры

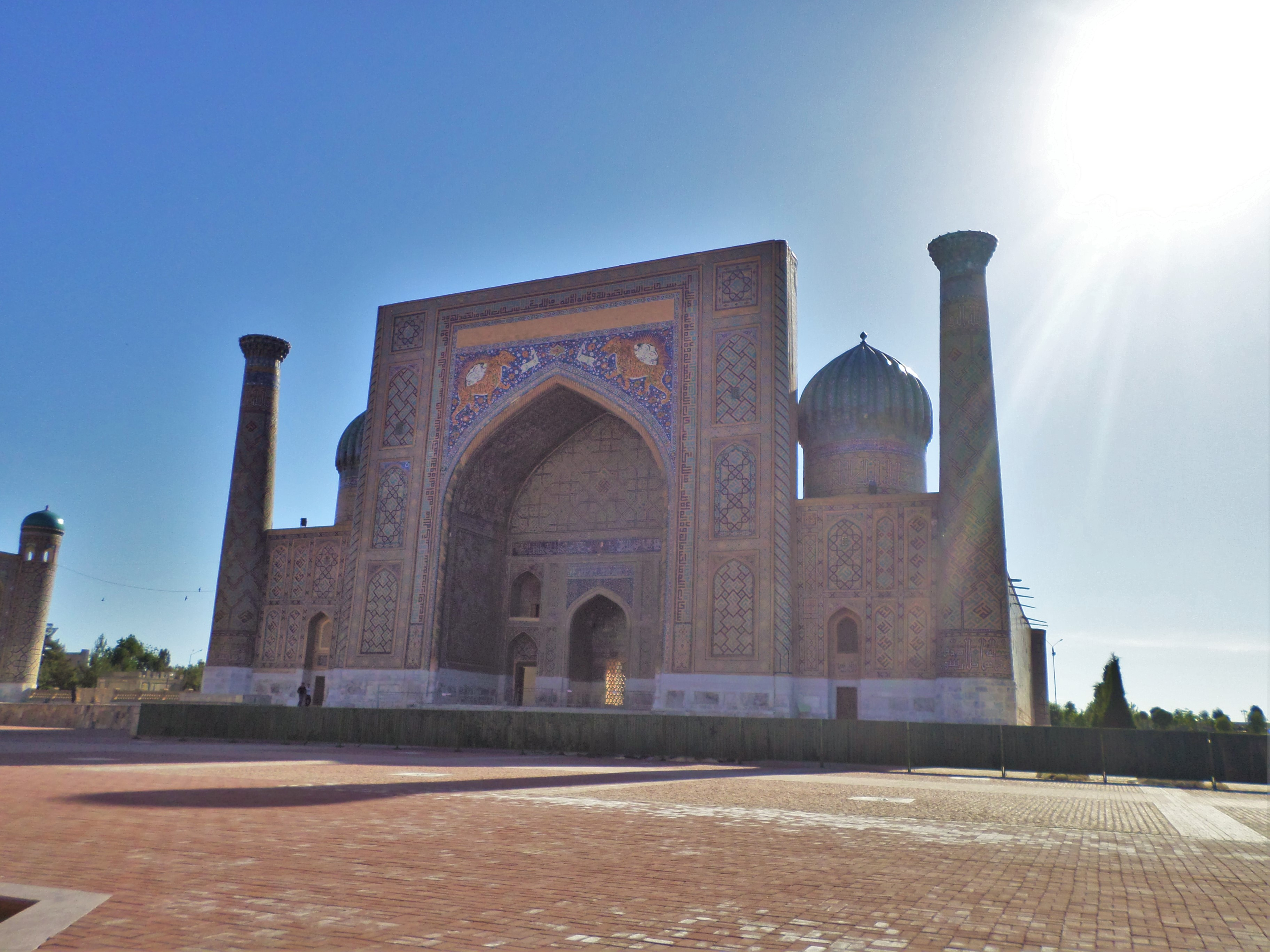
Медресе Шердор, площадь Регистан в Самарканде

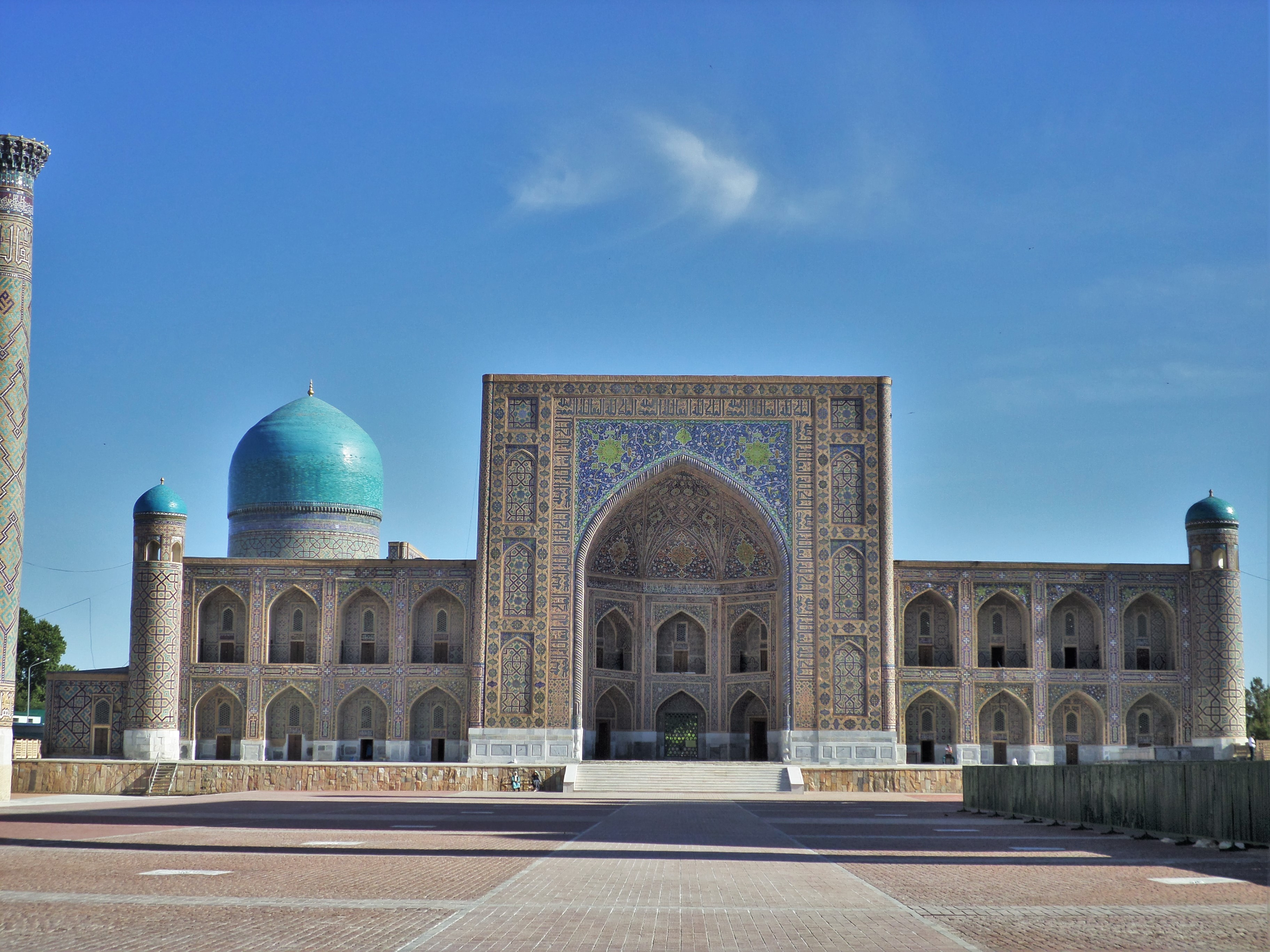
Медресе Тилля кари, площадь Регистан в Самарканде

Ялангтуш Бахадур известен также вкладом в строительство новых сооружений в Самарканде. При строительстве он использовал собственных трех тысяч рабов, привезенных из Ирана и современных территорий Афганистана.
В самом сердце Самарканда, на площади Регистан по приказу Ялангтуш Бахадура сооружения, построенные Мирзо Улугбеком в XV веке: ханака и караван-сарай были разобраны, а на их месте были построены здания, которые он посвятил своему духовному наставнику, потомку пророка Мухаммада Ходжа Хошиму Дагбеди - медресе Шердор („Львиное медресе“) и медресе Тилля-Кари («украшенное золотом»). Одна из надписей, составленная на персидско-таджикском языке, на стене Медресе Шердор сообщает о том, что «эмир-полководец, справедливый Ялангтуш Бахадур» являлся его основателем.
После смерти Ялангтуша мужских наследников не осталось и отделочные работы в медресе спонсировала его наследница — одна из дочерей.

## Потомки
После смерти единственного сына Ялангтуш-бия аталыка — эмира Бойбека мужского потомства Ялангтуш-бия не осталось, и по данным М. Е. Массона, строительство медресе на Регистане продолжала одна из его дочерей.

## Память
- Ялангтуш Бахадур похоронен в 12 км от Самарканда в Дахбеде у ног своего духовного наставника, лидера местного отделения ордена Накшбандия. Здесь же похоронены его дочери.

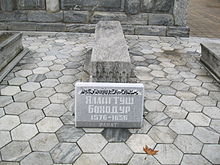
Надгробный камень Ялангтуш Бахадура в Дагбите

- Имя Ялангтуш Бахадура присвоено одной из центральных улиц современного Самарканда.
- В 2014 году в Самарканде презентована эпическая картина художника А. Умарова „Правитель Самарканда Ялангтуш Баходир на строительстве медресе Шердор“.[58]
- В 2024 году состоялась премьера узбекского фильма "Бахадир амир Ялангтуш".[59]